# Radio Disney (Bolivia)
Radio Disney Bolivia es una emisora radial boliviana que forma parte de la cadena Radio Disney Latinoamérica. Fue lanzada el 12 de septiembre de 2011, transmitiendo en la frecuencia 98.5 FM en Santa Cruz de la Sierra, 102.7 FM en La Paz, 102.7 FM en Cochabamba y 100.9 FM en Tarija.
Es una radio musical que ofrece una variedad de géneros, incluyendo pop, reguetón, música anglo, k-pop y clásicos en español e inglés. Su elenco de locutores, provenientes de todo el país y capacitados por personal de Argentina, proporciona una programación dirigida a toda la familia, con un enfoque especial en atraer a los jóvenes.

## Historia
En 2010, la Empresa de Comunicaciones del Oriente, en colaboración con su propietario, el Grupo Monasterio, adquirió de Disney los derechos de emisión para su holding internacional. En ese entonces, ya poseían los derechos televisivos de 20th Century Studios y The Walt Disney Company.
En 2011, comenzaron a emitir en Santa Cruz de la Sierra y La Paz, ampliando su cobertura de manera experimental.
En 2012, iniciaron sus emisiones en Cochabamba.
En 2018, abrieron una nueva transmisora y comenzaron a emitir en Tarija.

## Frecuencias
- Santa Cruz de la Sierra - 98.5 MHz
- La Paz - 102.7 MHz
- Cochabamba - 102.7 MHz
- Tarija - 100.9 MHz[2]

## Antiguas frecuencias
- La frecuencia 107.5 MHz en Cochabamba, actualmente conocida como Oxígeno FM y propiedad de Milenio Comunicaciones S.R.L., no tiene relación con Ecor Ltda. desde el 3 de enero de 2021.
- La frecuencia 100.9 MHz en Tarija, anteriormente ocupada por ABC Radio y luego por Full/Plus Radio hasta 2012, es ahora El País Radio, propiedad de Boquerón Multimedia.